# يوكاتا

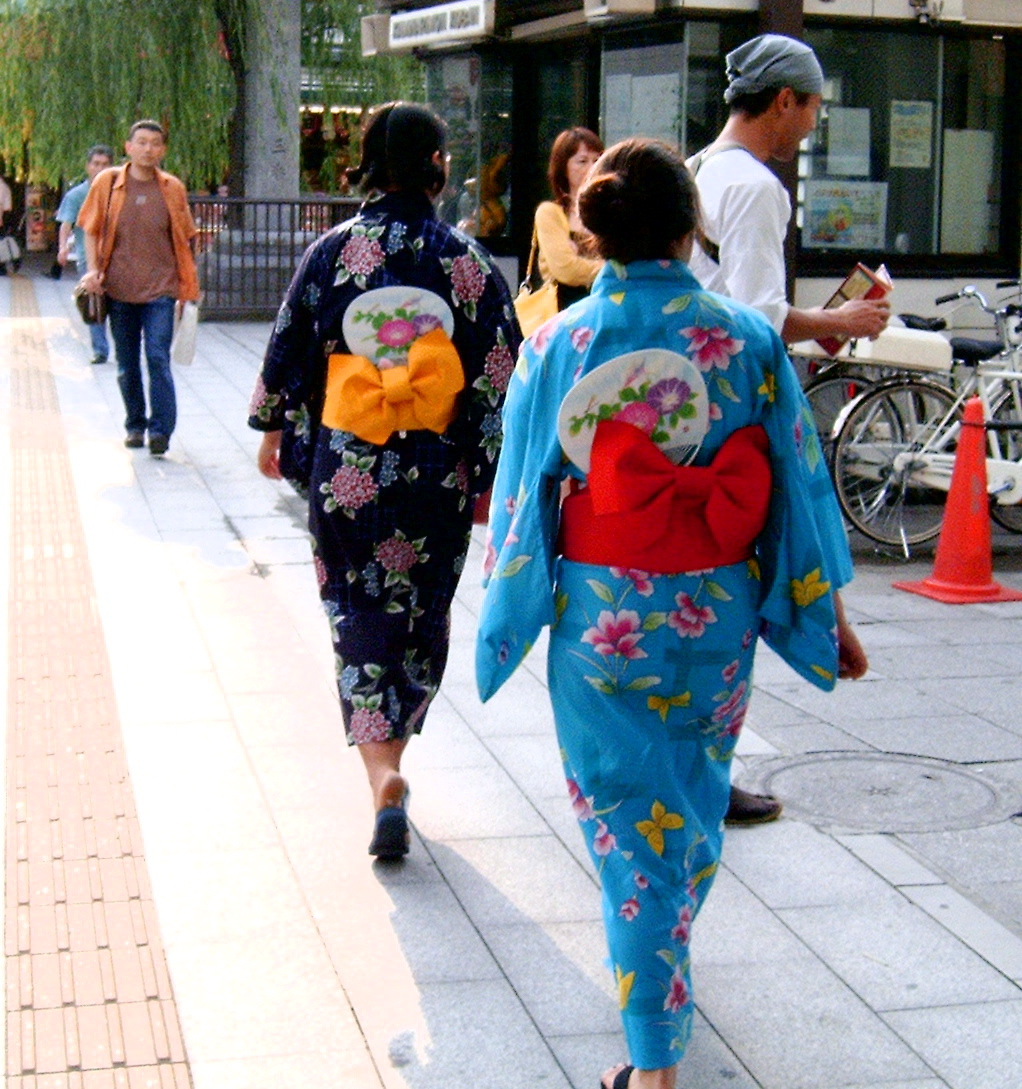
فتاتان ترتديان يوكاتا.

يوكاتا (باليابانية: 浴衣) هو أحد أنواع الملابس اليابانية التقليدية التي عادة ما تلبس في فصل الصيف، في أكثر الأحيان أثناء عروض الألعاب النارية أو مهرجان بون نظراً لإعطاءه شعور بالبرودة في حر الصيف. يعد اليوكاتا هو اللباس اللارسمي الذي يرتدى في اللقاءات العادية أو بعد الخروج من الحمام على عكس الكيمونو الذي غالباً ما يلبس في المناسبات الرسمية كحفلات الزواج. كلمة يوكاتا تعني «لباس الحمام» إلا أن استعماله لا يقتصر فقط على الحمامات بل يتعدى ذلك إلى طيف واسع من الاستخدامات داخل وخارج المنزل.
عادة ما يصنع اليوكاتا من القطن لإعطاء شعور البرودة في الصيف ويكون رخيص الثمن بالمقارنة مع الكيمونو الذي عادة ما يصنع من الحرير.

تحت اليوكاتا عادة ما يلبس في الأقدام زوري أو غيتا عند ارتدائه خارج البيت.

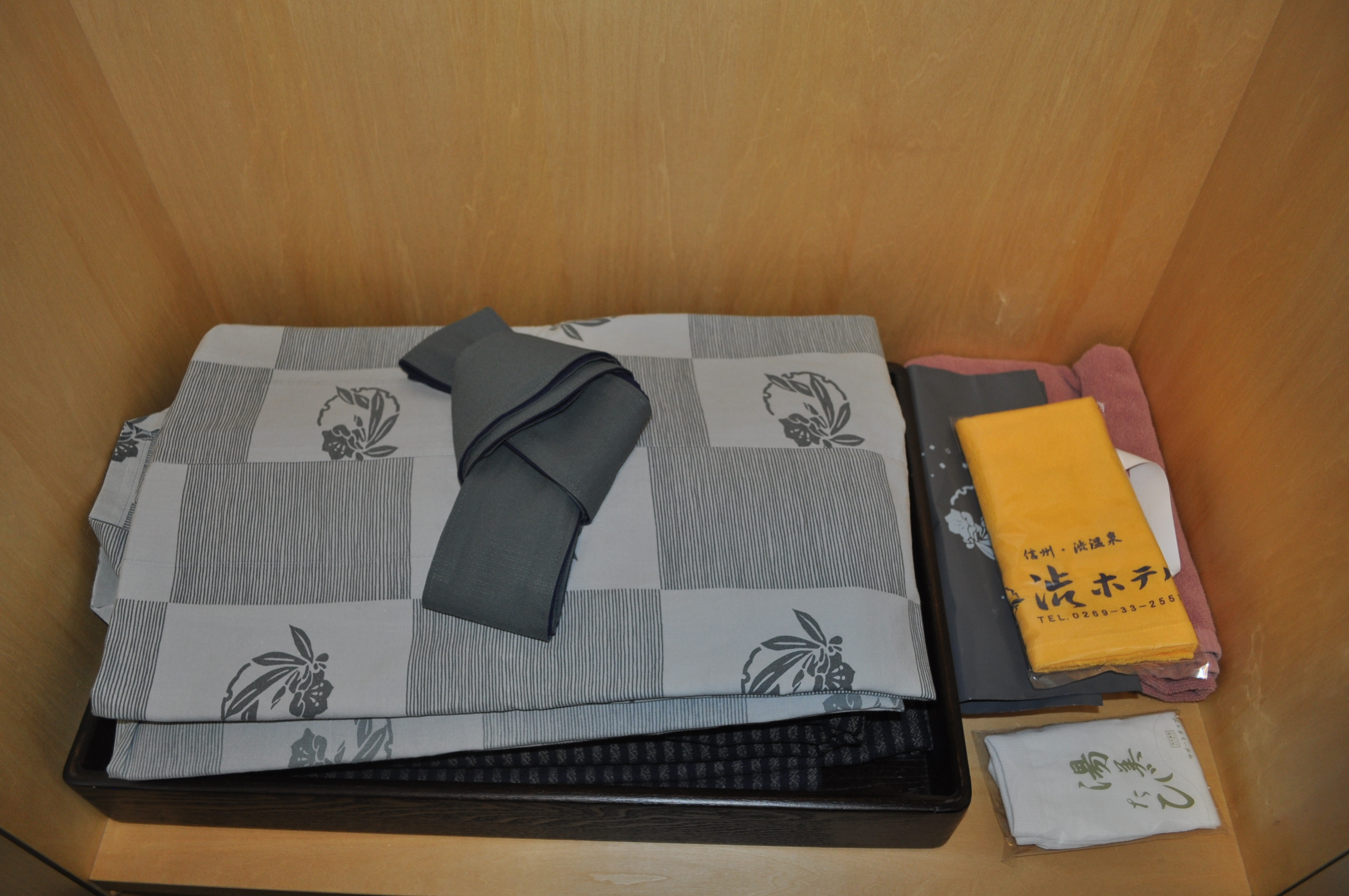
يوكاتا في فندق شيبو.
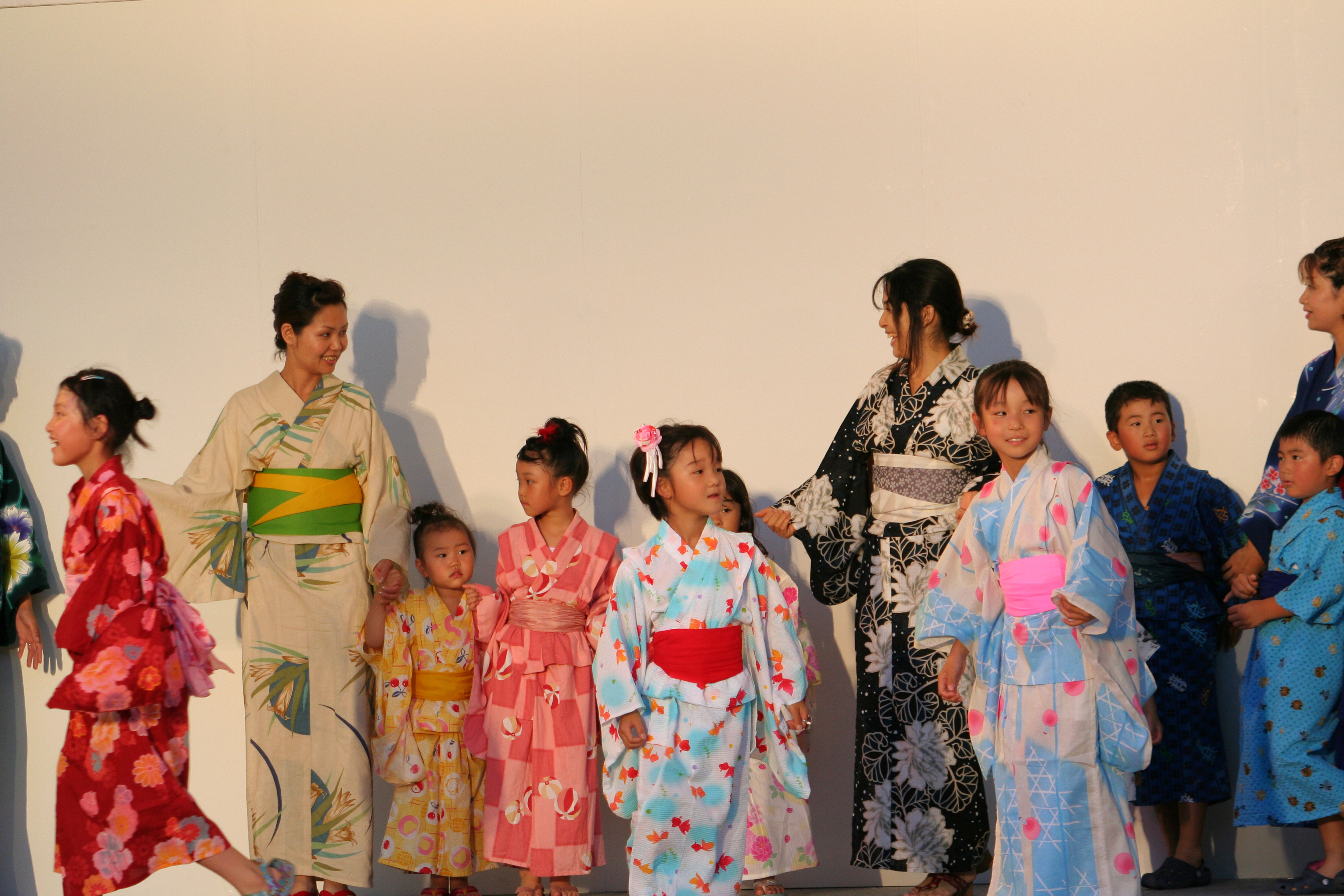
مهرجان هيميجي يوكاتا ماتسوري
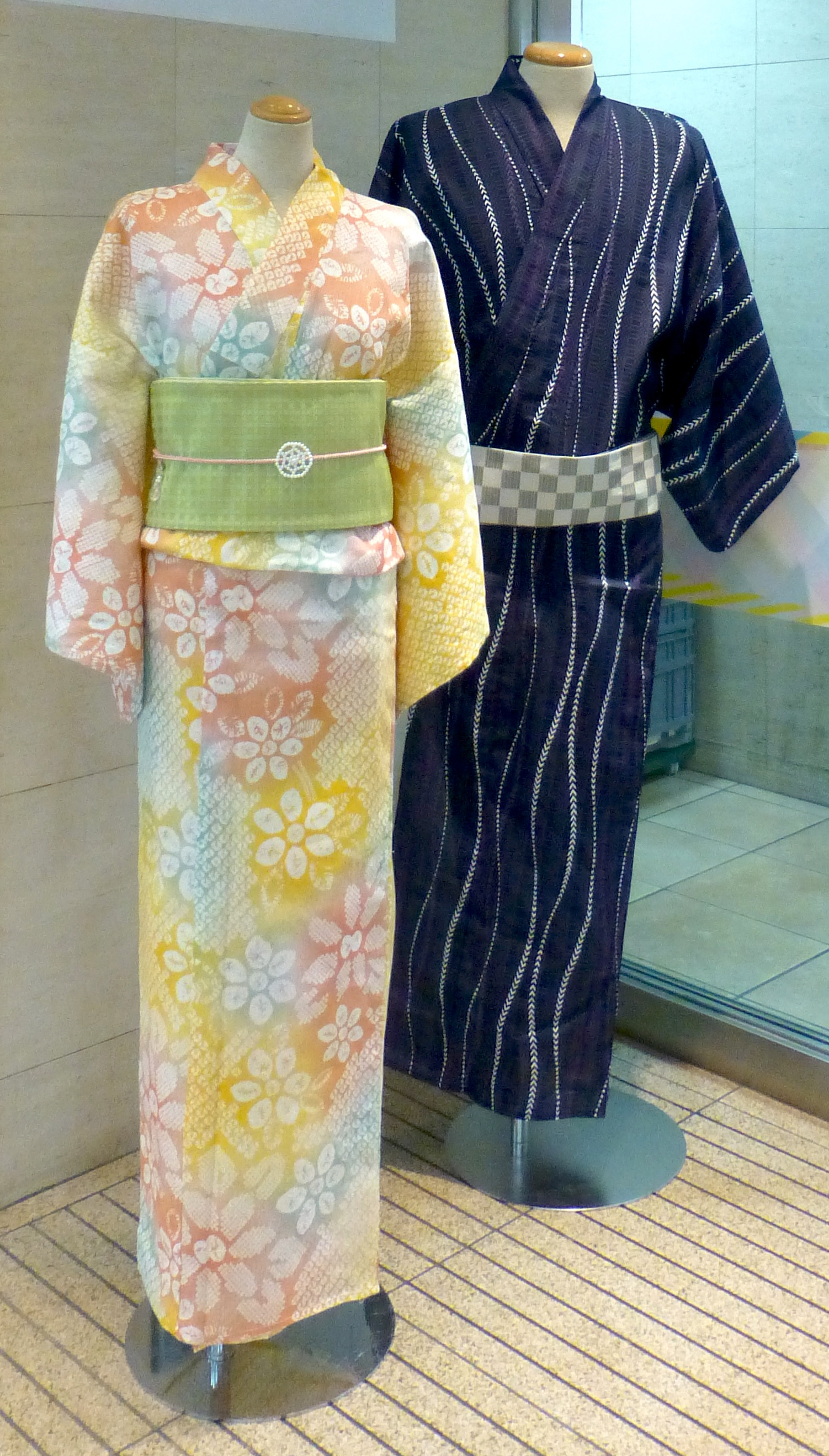
يوكاتا الرجال والنساء
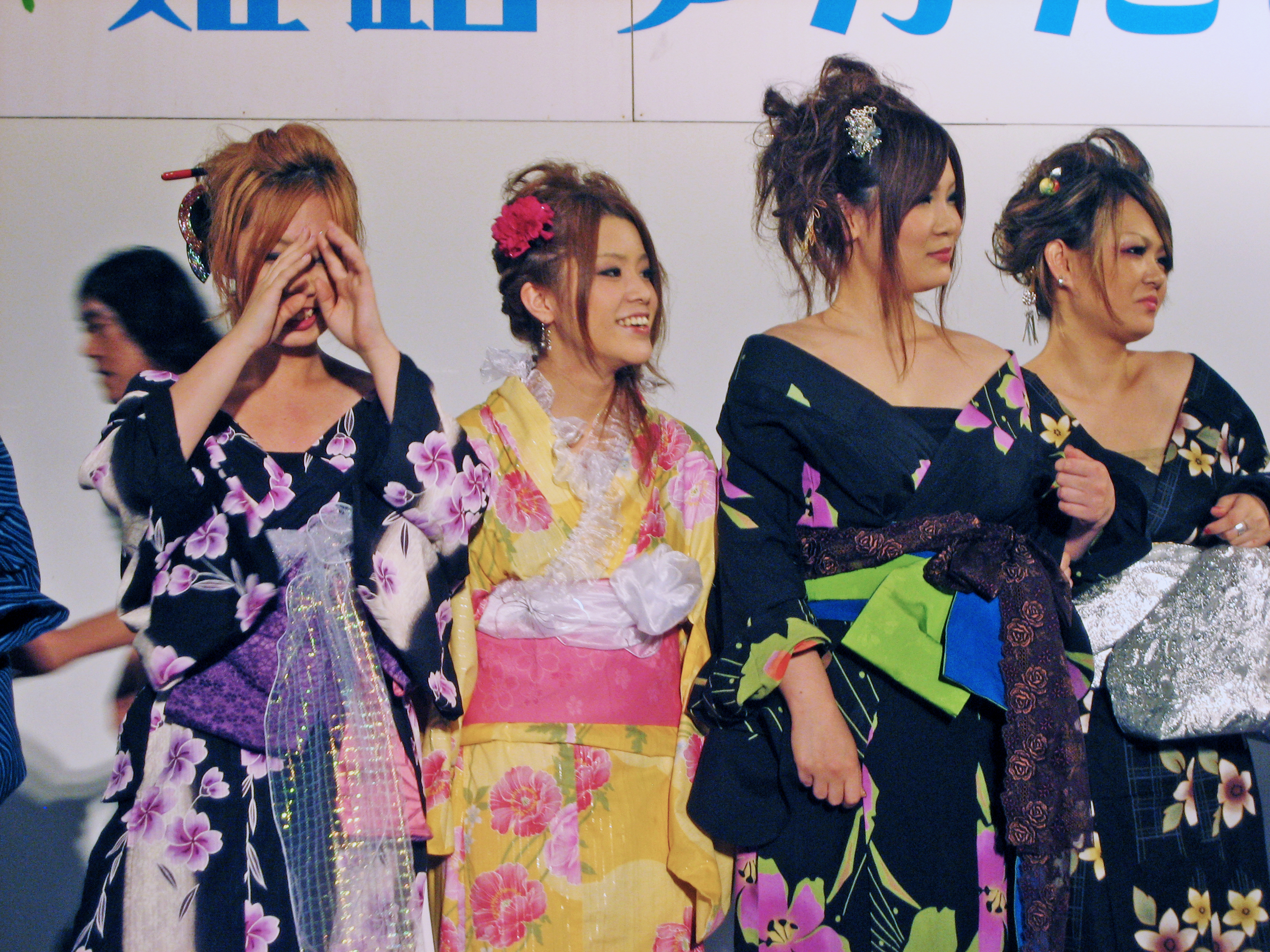
يوكاتا في مهرجلن هيميجي
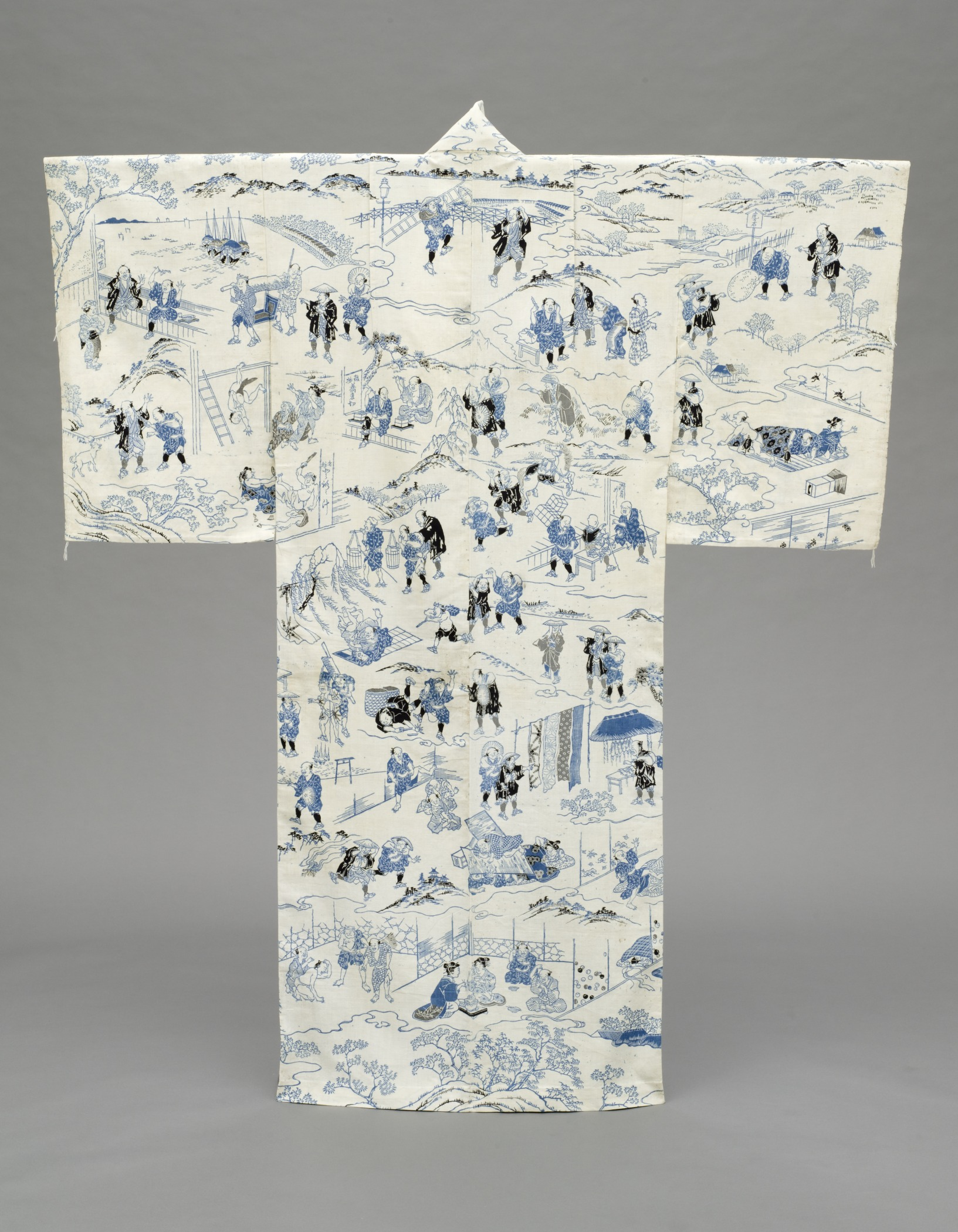
كيمونو الصيف أو يوكاتا برسومات من عام 1802 لإكّو جبينشا (1765-1831)

## اقرأ أيضاً
- كيمونو
- هاكاما